# Dactylomys peruanus
Espèce
Statut de conservation UICN

 DD  : Données insuffisantes
Dactylomys peruanus est une espèce de rongeurs appartenant à la famille des Echimydés que l'on rencontre en Bolivie et au Pérou. Cette espèce a été décrite pour la première fois en 1900 par le zoologiste américain Joel Asaph Allen (1838-1921).